# Магнуссен, Петур Майнхард
Пе́тур Ма́йнхард Ма́гнуссен (фар. Petur Meinhard Magnussen; род. 26 марта 1990 года в Тофтире, Фарерские острова) — фарерский футболист, вратарь клуба «Ройн».

## Клубная карьера
Петур воспитывался в академиях рунавуйкского «НСИ» и тофтирского «Б68». Его дебют за «Б68» состоялся 20 марта 2008 года в матче кубка Фарерских островов против клуба «Б71», где вратарь пропустил 2 мяча. 11 дней спустя голкипер провёл свой первый матч в чемпионате Фарерских островов: это была встреча против «Вуйчингура», в которой он пропустил 4 мяча. Всего в своём дебютном сезоне Петур принял участие в 3 матчах фарерского первенства и пропустил в них 6 голов. В течение следующих 3 сезонов он оставался вторым вратарём тофтирцев, уступая место «первого номера» сперва сербу Владе Филиповичу, а затем своему соотечественнику Тоуруру Томсену.
В 2012 году Петур перешёл из «Б68» в «07 Вестур». В первом сезоне он был основным вратарём этого клуба и помог ему выиграть первый дивизион, пропустив всего 19 голов в 26 матчах. Однако в следующем году Петур не сыграл ни одного матча за «07 Вестур», так как в клуб пришёл венгр Андраш Ганго, ставший его «первым номером» в премьер-лиге. По итогам сезона-2013 «07 Вестур» опустился обратно в первый дивизион, Ганго покинул команду, а Петур вновь стал её основным стражем ворот. В 2015 году он вернулся в «Б68». В составе тофтирцев голкипер провёл 4 месяца, приняв участие в 7 матчах и пропустив в них 5 голов. Затем Петур перебрался в клуб «Гиза/Хойвуйк», за который выступал следующие 3 неполных сезона.
В сезоне-2018 состоялось его второе возвращение в «Б68». Петур отстоял в воротах тофтирцев все 27 матчей первого дивизиона и пропустил 34 мяча. В 2019 году он стал игроком клуба «ИФ». Петур был основным вратарём в том сезоне, закончившемся для его клуба последним 10-м местом в фарерской премьер-лиге: в 25 встречах он пропустил 75 голов. Зимой 2020 года Петур покинул «ИФ» и пополнил состав «Хойвуйка». В первой половине сезона он был основным стражем ворот этой команды, сыграв в 9 матчах первой лиги и пропустив 24 мяча. Затем голкипер на правах аренды перешёл в «Скалу», однако не пригодился первой команде этого клуба, поэтому стал выступать за его дублирующий состав во втором дивизионе, а накануне сезона-2021 вернулся в стан хойвуйчан. Там Петур провёл ещё полтора сезона, после чего перебрался в «Ундри», искавший замену ушедшему в «Б68» Терьи Бриньярссону. В своей 7-й игре за этот клуб он забил гол, головой переправив мяч в ворота «НСИ II» после подачи углового.

## Карьера в сборной
В 2006 году Петур сыграл 1 матч за юношескую сборную Фарерских островов до 17 лет, пропустив 5 голов от сверстников из Норвегии. В 2008 году он провёл 3 встречи в составе юношеской сборной Фарерских островов до 19 лет и пропустил в них 9 голов.

## Достижения

### Командные
«07 Вестур»
- Победитель первого дивизиона (1): 2012

## Личная жизнь
Отец Петура, Олаф Магнуссен, тоже был футбольным вратарём: он выступал за «Б68» в 1981—1997 годах и трижды становился чемпионом Фарерских островов в составе этого клуба. Старший брат Ови Брим (урожд. Магнуссен) в настоящее время является защитником второй команды тофтирцев. Петур не приходится родственником своему тёзке Петуру Магнуссену, вратарю, выступавшему за «МБ» в 1985—1990 годах.